# The Show Must Go On
The Show Must Go On (на български: Шоуто трябва да продължи) е песен на британската рок група „Куийн“, включена в албума Innuendo от 1991 г. Написана от Брайън Мей за „Куийн“, песента проследява последните усилия на Фреди Меркюри, в които той продължава да пее, въпреки че наближава края на живота му. По време на записите през 1990 г. Фреди Меркюри изпитва сериозни физически затруднения от болестта си и едва ходи, поради което Брайън Мей има опасения дали Меркюри е физически способен да запише песента.
Сингълът е издаден в Обединеното кралство на 14 октомври 1991 г., както и в компилацията Greatest Hits II, само шест седмици преди смъртта на Меркюри. След като Фреди умира през ноември 1991 г., песента отново влиза в британските класации и остава в Топ 75 общо пет седмици, както и когато първоначално излиза. Песента се появява и в компилацията Greatest Hits III, записана на живо с вокалите на Елтън Джон.
Първото изпълнение на песента на живо е на 20 април 1992 г., по време на концерта Freddie Mercury Tribute Concert, там останалите членове на „Куийн“ заедно с Елтън Джон (вокали) и Тони Айоми (ритъм китара) изпълняват песента. Оттогава „Куийн“ + Пол Роджърс заедно с Пол Роджърс изпълняват песента на живо. След издаването си, освен че песента се изпълнява и от други хора на изкуството, тя се появява във филми и телевизионни предавания.

## Състав
- Фреди Меркюри: водещи и беквокали, пиано, джангъл пиано
- Брайън Мей: китари, беквокали, пиано
- Роджър Тейлър: барабани, перкусия, беквокали,
- Джон Дийкън: бас, беквокали

## Позиция в сингъл-класациите
| Страна (1991)  | Позиция | Седмици |
| -------------- | ------- | ------- |
| Нидерландия    | 7       | 12      |
| Франция        | 2       | 21      |
| Германия       | 7       | 26      |
| Ирландия       | 17      | 3       |
| Италия         | 10      | ?       |
| Италия         | 6       | ?       |
| Нова Зеландия  | 20      | 5       |
| Полша          | 3       | ?       |
| Швеция         | 30      | 6       |
| Швейцария      | 11      | 11      |
| Великобритания | 16      | 10      |
| САЩ            | 40      | ?       |